# Krzysztof Zawalski
Krzysztof Zawalski (ur. 21 czerwca 1958 w Charzykowach, zm. 9 marca 2014 w Gdańsku) – polski żeglarz, medalista zawodów Przyjaźń-84, mistrz Polski, działacz sportowy.

## Życiorys
W czasie nauki szkolnej był zawodnikiem LKS Charzykowy i Chojnickiego Klubu Żeglarskiego. Jako zawodnik LKS Charzykowy zdobył w 1972 wicemistrzostwo Polski w klasie Cadet (z Markiem Cyganem) oraz zwyciężył w Ogólnopolskich Igrzyskach Młodzieży Szkolnej (z Andrzejem Daleckim). W tej samej klasie został w 1973 mistrzem Polski juniorów (z Romanem Stanisławskim), a w 1974 zajął 4. miejsce na mistrzostwach świata (z Romanem Stanisławskim). W 1976 został w barwach ChKŻ mistrzem Polski juniorów w klasie 420 (z Piotrem Kukulskim). W 1977 ukończył Liceum Ogólnokształcące im. Filomatów Chojnickich w Chojnicach i rozpoczął studia w Wyższej Szkole Wychowania Fizycznego w Gdańsku (w 1981 przemianowanej na Akademię Wychowania Fizycznego). W tym czasie był zawodnikiem AKM Gdańsk. W latach 1980, 1981, 1982, 1983 i 1984 został mistrzem Polski w klasie tornado (z różnymi załogantami, m.in. w 1984 z Ireneuszem Butowskim), w 1985 zdobył w tej klasie brązowy medal MP (również z I. Butowskim). Także z I. Butowskim zdobył w klasie tornado srebrny medal podczas zawodów Przyjaźń-84 w klasie tornado.
W 1982 ukończył studia w gdańskiej Akademii Wychowania Fizycznego rozpoczął pracę na macierzystej uczelni, w Zakładzie Żeglarstwa, którym kierował od 1990 do 2005. W 1989 obronił pracę doktorską Określenie własności regatowej jachtu dla celów treningu żeglarskiego. Od 1 stycznia 2006 był kierownikiem Narodowego Centrum Żeglarstwa AWFiS, którego był pomysłodawcą.
W latach 1985-1988 był członkiem Rady Trenerów Polskiego Związku Żeglarskiego. Kierował sekcją żeglarską AWFiS Gdańsk (od 1992), od 1996 wchodził w skład Kapitanatu Sportowego PZŻ w latach 2004-2007 był prezydentem Międzynarodowego Stowarzyszenia Klasy L'Equipe, .
Współpracował z żeglarzami francuskimi, m.in. Narodową Szkołą Żeglarską w Quiberon, przetłumaczył na polski Wspomnienia z morza Érica Tabarly'ego i zorganizował jego wizytę jachtem Pen Duick w Gdańsku i Gdyni. Z jego inicjatywy do Polski przyjechał także Gérard d’Aboville.
Był odznaczony Brązowym (1999 - za zasługi dla rozwoju sportu oraz kultury fizycznej) i Srebrnym (2010 - za zasługi w działalności na rzecz krzewienia kultury francuskiej w Polsce) Krzyżem Zasługi.
Zmarł na stwardnienie rozsiane.
Narodowe Centrum Żeglarstwa w Gdańsku-Górkach Zachodnich zostało nazwane jego imieniem.